# Fara Novarese
Fara Novarese település Olaszországban, Piemont régióban, Novara megyében. Lakosainak száma 2002 fő (2023. január 1.). Fara Novarese Briona, Carpignano Sesia, Sizzano, Barengo és Cavaglio d’Agogna községekkel határos.

## Népesség
A település lakossága az elmúlt években az alábbi módon változott:
| Lakosok száma | 2025 | 2026 | 2002 |
|               | 2017 | 2018 | 2023 |